# René Lenormand
René Lenormand, (Elbeuf (Sena-Marítim), 5 d'agost, 1846 - París, 3 de desembre, 1932), fou un compositor francès.

## Biografia
René Lenormand, amic de Gabriel Fauré, és més conegut com a compositor de melodies, però el catàleg de les seves obres no s'atura aquí i ofereix una gran varietat. Va ser professor, i sembla que aquesta activitat va dificultar una mica la seva carrera com a compositor: 
| « | “El cas de René Lenormand (1846-1932), autor de belles melodies com Les Fleurs du mal és exemplar des d'aquest punt de vista: aquests les obres només li feien guanyar uns centenars de francs l'any i vivia malament de lliçons pagades de tres a cinc francs l'hora”. | » |

Va dirigir dues societats de música de cambra actives fins a la Primera Guerra Mundial: d'una banda, la "Société de Musique d'Ensemble" fundada el 1885, de l'altra la "Société du Lied en tous pays (1907-1914) . Aquesta societat musical, que pretenia “difondre les melodies franceses a l'estranger i donar a conèixer el lieder estranger a França”, tenia Gabriel Fauré com a president d'honor. Entre els membres del seu comitè de mecenatge, destaquem els noms del compositor Charles Koechlin, el cantant Lucien Berton, la cantant Suzanne Cesbron, l'editor musical Alphonse Émile Leduc, els crítics musicals Mathilde Daubresse i M. P.-H. Raymond-Duval o el príncep Edmond de Polignac.

El 1912 va publicar en sèrie a "Le Monde musical" un important tractat, Étude sur l'harmonie moderne, que va publicar l'any següent en forma de monografia. Aquest estudi musicològic va ser molt original ja que l'autor s'havia pres la molèstia d'escriure a compositors contemporanis vius per presentar la seva anàlisi de la seva obra i recollir les seves possibles opinions. L'interès del llibre és haver incorporat, en la mesura del possible, els comentaris de compositors contemporanis, entre ells Claude Debussy i Maurice Ravel. Lenormand declara en el preàmbul de la seva obra: “Alguns dels autors citats van tenir l'amabilitat d'ajudar-nos a aclarir les seves intencions, i els agraïm sincerament. Si no trobem en aquestes notes els noms famosos de MM. Massenet, Dubois, Widor, etc., etc., és que aquests mestres, de talent indiscutible, jutjaven, sens dubte, que les innovacions harmòniques que ens ocupen eren contràries als seus principis estètics, i no les empraven, llevat de rares excepcions”. Lenormand analitza nombrosos exemples d'harmonies manllevats de vint-i-cinc compositors francesos: Louis Aubert, Alfred Bruneau, André Caplet, Emmanuel Chabrier, Ernest Chausson, Claude Debussy, Paul Dukas, Gabriel Dupont, Ernest Fanelli, Gabriel Fauré, Alexandre Georges, Jean Huré, Vincent d'Indy, Charles Koechlin, René Lenormand, Ernest Moret, Léon Moreau, Maurice Ravel, Albert Roussel, Samuel Rousseau, Camille Saint-Saëns, Erik Satie, Florent Schmitt, Déodat de Séverac i Henry Woollett. En una conferència el 19 de març de 1916, Koechlin va recordar les dificultats de Lenormand a l'hora de publicar el seu llibre:
| « | "Cap gran editorial musical no va voler assumir la responsabilitat d'un llibre tan subversiu, que va ser condemnat per endavant pels tractats d'harmonia que venien, o els antics mestres il·lustres –convençuts però incomprensibles– que freqüentaven. Malgrat tot, el fulletó de Lenormand finalment va veure la llum [...]. I és avui en mans de la majoria dels Joves, que consideren evidents i definitives les conquestes de l'harmonia contemporània, a les quals les seves orelles estan acostumades des de fa temps […] al marge dels venerables membres de l'Institut. l'edat dels quals excusa o almenys explica la seva refractarietat a les noves idees. A part d'aquests, cap bon músic ara negaria l'evidència de les veritats de l'Estudi sobre l'harmonia moderna de René Lenormand. El que és força curiós és que els joves i fins i tot algunes persones madures han anat molt més enllà en els últims anys”. | » |

Entre els seus alumnes hi ha Marcel Labey.
És el pare del dramaturg Henri-René Lenormand (1882-1951).

## Obra
Per conèixer l'obra de Lenormand, aneu al seu arxiu de la Viquipèdia francesa.

## Publicacions musicals
- Estudi sobre l'harmonia moderna: 1912, París, Max Eschig,1913, 142 pàg. ( BNF  43109282, llegiu en línia (arxiu])
- Llibre publicat per primera vegada l'any 1912 com a sèrie a Le Monde musical d' Auguste Mangeot
- Estudi sobre l'harmonia moderna (1912), seguit de Jean-Philippe Navarre , Resum de l'anàlisi harmònic de les obres de Maurice Ravel, Les Presses del Collège Musical, 2021, 186 pàg. (ISBN 9782955807675).